# سيجي أرا
سيجي أرا (باليابانية: 荒聖治؛ بالكانا: あら せいじ) هو مهندس ياباني، ولد في 5 مايو 1974 في تشيبا في اليابان.

## روابط خارجية
- سيجي أرا على موقع DriverDB.com (الإنجليزية)